# Lagarotis simulator
Lagarotis simulator là một loài tò vò trong họ Ichneumonidae.